# 1620
Il 1620 (MDCXX in numeri romani) è un anno bisestile del XVII secolo.

## Eventi
- Manfredonia (antica città della Puglia) viene saccheggiata dai turchi.
- 18 luglio: nel corso della notte i cattolici valtellinesi, aizzati da fanatici predicatori, attaccano e uccidono tutti i protestanti locali, oltre 600. L'evento verrà ricordato come il Sacro Macello di Valtellina.
- 15 agosto: dal porto di Plymouth parte la Mayflower, la nave con a bordo William Bradford e il gruppo dei Padri Pellegrini diretti in America del Nord.
- 8 novembre – Guerra dei trent'anni: vittoria imperiale nella battaglia della Montagna Bianca

### Eventi in corso
- Guerra dei trent'anni (1618-1648)
- Fase boema della guerra dei trent'anni (1618-1625)

## Nati

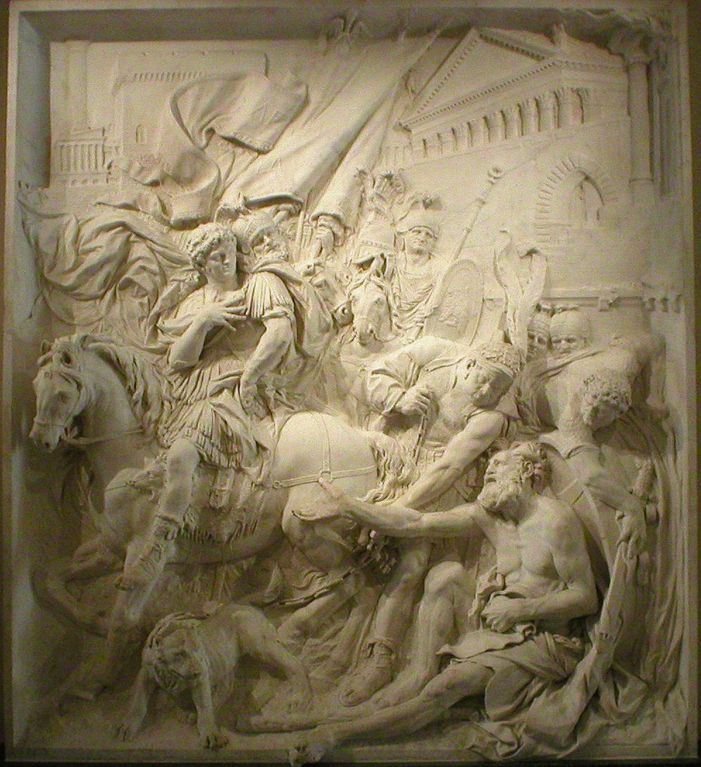
L'incontro di Diogene con Alessandro, di Pierre Puget

### Gennaio
- 1º gennaio - Robert Morison, botanico scozzese († 1683)
- 2 gennaio - Hendrick Mommers, pittore olandese († 1693)
- 5 gennaio - Miklós Zrínyi, poeta croato († 1664)
- 9 gennaio - Antonio Günther I di Schwarzburg-Sondershausen, nobile († 1666)
- 29 gennaio - Lucy Hutchinson, poetessa, traduttrice e biografa inglese († 1681)
- 31 gennaio - Giorgio Federico di Waldeck, generale tedesco († 1692)

### Febbraio
- 1º febbraio - Gustaf Bonde, politico svedese († 1667)
- 13 febbraio - Girolamo Casanate, cardinale italiano († 1700)
- 15 febbraio - Federico Guglielmo I di Brandeburgo, nobile († 1688)
- 15 febbraio - Adam Pynacker, pittore, incisore e mercante olandese († 1673)

### Marzo
- 6 marzo - Théophile Bonet, medico, anatomista e patologo svizzero († 1689)
- 31 marzo - Antonio Lupis, scrittore italiano († 1700)

### Aprile
- 15 aprile - Edward Villiers, nobile e ufficiale inglese († 1689)
- 17 aprile - Marguerite Bourgeoys, religiosa francese († 1700)
- 18 aprile - Winston Churchill, nobile, politico e storico inglese († 1688)
- 20 aprile - Vitaliano VI Borromeo, nobile, militare e mecenate italiano († 1690)
- 21 aprile - Salvatore Castiglione, pittore italiano († 1676)
- 24 aprile - John Graunt, statistico britannico († 1674)
- 25 aprile - Marco Vaccina, vescovo cattolico italiano († 1671)

### Maggio
- 3 maggio - Bogusław Radziwiłł, nobile polacco († 1669)
- 19 maggio - Flaminio Torri, pittore italiano († 1661)

### Giugno
- 6 giugno - Jan Baptist van Deynum, pittore fiammingo († 1668)
- 29 giugno - Masaniello, rivoluzionario italiano († 1647)

### Luglio
- 3 luglio - Raffaele Fabretti, storico e archeologo italiano († 1700)
- 20 luglio - Nikolaes Heinsius il Vecchio, filologo classico e diplomatico olandese († 1681)
- 20 luglio - Carlo Massimo, cardinale, politico e numismatico italiano († 1677)
- 21 luglio - Jean Picard, abate e astronomo francese († 1682)
- 23 luglio - Buonaccorso Buonaccorsi, cardinale italiano († 1678)

### Settembre
- 4 settembre - Ernesto Amedeo di Anhalt-Plötzkau, principe tedesco († 1654)
- 5 settembre - Antero Maria Micone, presbitero italiano († 1686)
- 6 settembre - Isabella Leonarda, compositrice e religiosa italiana († 1704)
- 18 settembre - Alberto II di Brandeburgo-Ansbach, nobile († 1667)
- 25 settembre - François Bernier, filosofo, medico e viaggiatore francese († 1688)
- 29 settembre - Johann Ludwig von Elderen, vescovo cattolico tedesco († 1694)

### Ottobre
- 1º ottobre - Nicolaes Berchem, pittore olandese († 1683)
- 5 ottobre - Martín Ibáñez y Villanueva, arcivescovo cattolico spagnolo († 1695)
- 10 ottobre - Jean Magnon, drammaturgo, avvocato e storico francese († 1662)
- 27 ottobre - Filippo Luigi di Schleswig-Holstein-Sonderburg-Wiesenburg, nobile tedesco († 1689)
- 31 ottobre - John Evelyn, scrittore inglese († 1706)
- 31 ottobre - Pierre Puget, scultore, pittore e architetto francese († 1694)

### Novembre
- 7 novembre - Flavio Orsini, duca italiano († 1698)
- 10 novembre - Ninon de Lenclos, scrittrice francese († 1705)
- 15 novembre - Cornelis Bega, pittore e incisore olandese († 1664)
- 23 novembre - Henry Spencer, I conte di Sunderland, militare inglese († 1643)
- 24 novembre - Bonaventura da Barcellona, religioso spagnolo († 1684)

### Dicembre
- 17 dicembre - Henri Charles de La Trémoille, nobile francese († 1672)
- 17 dicembre - Maurizio del Palatinato, principe tedesco († 1652)

### Senza giorno specificato
- Arabacı Ali Pascià, politico ottomano († 1693)
- Athittayawong, sovrano siamese († 1630)
- Ayaşlı İsmail Pascià, politico ottomano († 1690)
- Giorgio Aleo, storico e predicatore italiano († 1684)
- Lionel Anderson, religioso inglese († 1710)
- Carlo de Angelis, vescovo cattolico italiano († 1690)
- Gaspare Beretta, ingegnere svizzero († 1703)
- Abraham van Beyeren, pittore olandese († 1690)
- Severino Boccia, abate e poeta italiano († 1697)
- Clemente Bocciardo, pittore italiano († 1658)
- William Brouncker, matematico inglese († 1684)
- Matteo Campani, presbitero, inventore e ottico italiano
- Bartolomeo Caravoglia, pittore italiano († 1691)
- Philippe de Carteret III, nobile britannico
- Francesco Castelbarco, politico italiano († 1695)
- Giovanni Battista Cavazza, pittore italiano
- Enrico di Cinq-Mars,  francese († 1642)
- Carlo Coppola, pittore italiano († 1686)
- Leonardo Cozzando, scrittore e religioso italiano († 1702)
- Abraham van Cuylenborch, pittore e disegnatore olandese († 1658)
- Aelbert Cuyp, pittore olandese († 1691)
- Thomas Delavall, ufficiale inglese († 1682)
- John Flavel, religioso britannico († 1691)
- Fabrizio Fontana, organista e compositore italiano († 1695)
- Claude Frassen, teologo e filosofo francese († 1711)
- Francesco Fulvio Frugoni, poeta, scrittore e drammaturgo italiano († 1686)
- Ercole Gaibara, violinista italiano († 1690)
- Eugenio Gamurrini, monaco cristiano, teologo e letterato italiano († 1692)
- Bernardino Genga, medico e anatomista italiano († 1690)
- Jan Gniński, diplomatico e politico polacco († 1685)
- James Hamilton, militare scozzese († 1673)
- Jan van den Hecke, pittore, incisore e disegnatore fiammingo († 1684)
- Jan de Herdt, pittore e disegnatore fiammingo († 1686)
- Gabriël van der Hofstadt, pittore fiammingo († 1690)
- Lambert de Hondt, pittore fiammingo († 1664)
- Matthew Hopkins, avvocato inglese († 1647)
- Johann Heinrich Hottinger, teologo svizzero († 1667)
- William Howe, naturalista britannico († 1656)
- Bagrat V d'Imerezia, re († 1681)
- Cristoforo Ivanovich, librettista, poeta e storico italiano († 1688)
- Jarig Jelles, filosofo e mercante olandese († 1683)
- Jean Juchereau De La Ferté, funzionario francese († 1685)
- Bartolomeo Ligozzi, pittore italiano
- Bonawentura Madaliński, vescovo cattolico polacco († 1691)
- Charles Maitland, III conte di Lauderdale, politico e nobile scozzese († 1691)
- Thomas Manton, religioso britannico († 1677)
- Edme Mariotte, fisico e presbitero francese († 1684)
- Nicolaus Mercator, matematico tedesco († 1687)
- Giovanni Giacomo Monti, architetto, scenografo e pittore italiano († 1692)
- Gurij Nikitin, pittore russo († 1691)
- Pio Fabio Paolini, pittore italiano († 1692)
- Margrethe Pape, nobile danese († 1684)
- Pierre Perrin, librettista francese († 1675)
- Roger Pratt, architetto inglese († 1684)
- Domenico Remps, pittore fiammingo († 1699)
- Robert Rich, V conte di Warwick, conte britannico († 1675)
- Jan Aelbertsz Riethoorn, pittore olandese († 1669)
- Pietro Maria IV de' Rossi, condottiero italiano († 1653)
- Francesco Maria Sauli, doge italiano († 1699)
- Girolamo Scaglia, pittore italiano († 1686)
- Johann Heinrich Schmelzer, compositore e violinista austriaco († 1680)
- Johan Sylvius, pittore svedese († 1695)
- Ercole Teodoro Trivulzio, militare e nobile italiano († 1664)
- François Verwilt, pittore e disegnatore olandese († 1691)
- Giambattista Volpe, compositore e direttore di coro italiano († 1692)
- Giovanni Wall, presbitero e francescano inglese († 1679)
- Thomas Watson, predicatore e teologo inglese († 1686)
- Giuseppe Zimbalo, architetto e scultore italiano († 1710)
- Angelo da Pietrafitta, scultore e religioso italiano († 1699)
- Jean de la Vallée, architetto francese († 1696)
- Carlo III d'Elbeuf, nobile francese († 1692)
- Jan Jansz van de Velde, pittore e incisore olandese († 1662)
- Jan van den Eynde II, architetto, scultore e mercante fiammingo († 1702)

## Morti

### Gennaio
- 20 gennaio - Giovanni Battista Sacchetti, banchiere e mercante italiano (n. 1540)
- 23 gennaio - Naoe Kanetsugu, militare giapponese (n. 1559)
- 24 gennaio - Mario da Calascio, francescano e linguista italiano (n. 1550)
- 28 gennaio - Eleonora d'Asburgo, nobile austriaca (n. 1582)

### Febbraio
- 15 febbraio - James Archer, gesuita irlandese (n. 1550)
- 19 febbraio - Roemer Visscher, mercante olandese (n. 1547)

### Marzo
- 1º marzo - Thomas Campion, compositore, poeta e medico inglese (n. 1567)
- 5 marzo - Giovanni Francesco Sagredo, nobile italiano (n. 1571)
- 8 marzo - Ottavio Gaetani, gesuita e storico italiano (n. 1566)
- 11 marzo - Francesco Gonzaga, nobile, francescano e vescovo cattolico italiano (n. 1546)
- 17 marzo - Giovanni Sarkander, presbitero boemo (n. 1576)
- 20 marzo - Ippolito Galantini, predicatore italiano (n. 1565)
- 26 marzo - Domenico Toschi, cardinale e vescovo cattolico italiano (n. 1535)
- 28 marzo - Domenico Mellini, umanista, letterato e diplomatico italiano (n. 1531)
- 30 marzo - Antonio Maria Gallo, cardinale e vescovo cattolico italiano (n. 1553)
- 31 marzo - Cosimo Bottegari, compositore, cantore e liutista italiano (n. 1554)

### Aprile
- 8 aprile - Angelo Rocca, umanista, bibliotecario e vescovo cattolico italiano (n. 1545)
- 10 aprile - Pedro de Valencia, filosofo, umanista e storico spagnolo (n. 1555)
- 14 aprile - Pierre-Antoine Rascas, numismatico e antiquario francese (n. 1562)
- 23 aprile - Hayim Vital, rabbino, mistico e scrittore ottomano (n. 1542)
- 27 aprile - Benedetto Ala, arcivescovo cattolico italiano

### Maggio
- 3 maggio - Sabatino de Ursis, gesuita, ingegnere e astronomo italiano (n. 1575)
- 7 maggio - Giorgio Odescalchi, vescovo cattolico italiano (n. 1564)
- 16 maggio - William Adams, navigatore inglese (n. 1564)
- 30 maggio - Matthias Hovius, arcivescovo cattolico belga (n. 1542)

### Giugno
- 10 giugno - Saliha Banu Begum, regina indiana
- 16 giugno - Carlo Saraceni, pittore italiano

### Luglio
- 13 luglio - Guglielmo Luigi di Nassau-Dillenburg, conte (n. 1560)
- 27 luglio - Ippolito della Rovere, militare italiano (n. 1554)

### Agosto
- 2 agosto - Carolus Luython, compositore e organista fiammingo (n. 1557)
- 18 agosto - Wanli, imperatore cinese (n. 1563)
- 22 agosto - Giovanni Evangelista Pallotta, cardinale italiano (n. 1548)
- 28 agosto - Andrea Pellegrini, pittore italiano

### Settembre
- 3 settembre - Timoteo II di Costantinopoli, arcivescovo ortodosso greco
- 10 settembre - Alessandro De Angelis, gesuita, teologo e astronomo italiano (n. 1559)
- 20 settembre - Giovanni Maria Nosseni, architetto, scultore e scrittore svizzero (n. 1544)
- 26 settembre - Taichang, imperatore cinese (n. 1582)
- 28 settembre - Sidonia von Borcke, nobile tedesca (n. 1548)

### Ottobre
- 5 ottobre - Giovanni Angelo d'Altemps, II duca di Gallese, nobile e letterato italiano (n. 1587)
- 7 ottobre - Stanisław Żółkiewski, militare polacco (n. 1547)
- 28 ottobre - Ippolito Scarsella, pittore italiano

### Novembre
- 6 novembre - Richard Carew, storico, traduttore e antiquario inglese (n. 1555)
- 13 novembre - Louise de Coligny, principessa (n. 1555)
- 13 novembre - Iwaki Sadataka, militare giapponese (n. 1583)
- 27 novembre - Francesco I di Pomerania, duca e vescovo luterano (n. 1577)

### Dicembre
- 2 dicembre - Placido della Marra, vescovo cattolico italiano
- 3 dicembre - Janusz Radziwiłł, nobile lituano (n. 1579)
- 6 dicembre - Antonio Viviani, pittore italiano (n. 1560)
- 8 dicembre - Bernardino Stefonio, gesuita, umanista e drammaturgo italiano (n. 1560)
- 8 dicembre - Lope de Ulloa y Lemos, militare spagnolo
- 9 dicembre - Orazio Lancellotti, cardinale italiano (n. 1571)
- 19 dicembre - Louis de Montesinos, religioso e teologo spagnolo (n. 1552)
- 20 dicembre - Cosimo da Castelfranco, pittore italiano

### Senza giorno specificato
- Aegidius Albertinus, scrittore tedesco (n. 1560)
- Diego Álvarez de Paz, religioso spagnolo (n. 1560)
- Giulia Ammannati,  italiana (n. 1538)
- Diane d'Andoins, contessa francese (n. 1554)
- Vittoria Archilei, cantante italiana (n. 1550)
- Richard Barnfield, poeta inglese (n. 1574)
- Vittorio Bontadini, ingegnere e architetto italiano
- Jean Béguin, chimico francese (n. 1550)
- Mario Cartaro, incisore italiano (n. 1540)
- Gabriel de Castilla, navigatore e esploratore spagnolo (n. 1577)
- Pasquale Cati, pittore italiano (n. 1550)
- Menahem Azariah da Fano, rabbino italiano (n. 1548)
- Nathan Field, attore teatrale e drammaturgo inglese (n. 1587)
- Giacomo Franco, incisore e editore italiano (n. 1550)
- Hubert Gerhard, scultore olandese (n. 1550)
- Gașpar Graziani, militare italiano
- Thomas Hood, matematico inglese (n. 1556)
- Joachim van den Hove, compositore e liutista olandese
- Piotr Kochanowski, scrittore, poeta e traduttore polacco (n. 1566)
- Marco Mazzaroppi, pittore italiano (n. 1550)
- Giovanna di Monaco, principessa monegasca (n. 1596)
- Gaspar Pérez de Villagrá, esploratore spagnolo (n. 1555)
- Agostino Pinelli Luciani, doge (n. 1537)
- Riccardo Rognoni, teorico della musica, violinista e compositore italiano
- Juan Rufo, scrittore e militare spagnolo
- Simone Stevino, ingegnere, fisico e matematico fiammingo (n. 1548)
- Jan Wierix, incisore, pittore e miniaturista fiammingo (n. 1549)
- Ursino de Bertis, vescovo cattolico italiano (n. 1559)
- Aloisia de Luna, nobildonna italiana (n. 1553)
- Fatma Sultan, principessa ottomana (n. 1573)
- Valeria Miani, drammaturga italiana (n. 1563)
- Joris van Spilbergen, navigatore, esploratore e ufficiale olandese (n. 1568)

## Calendario
| Calendario 1620 | Calendario 1620 | Calendario 1620 | Calendario 1620 | Calendario 1620 | Calendario 1620 | Calendario 1620 | Calendario 1620 | Calendario 1620 | Calendario 1620 | Calendario 1620 | Calendario 1620 | Calendario 1620 | Calendario 1620 | Calendario 1620 | Calendario 1620 | Calendario 1620 | Calendario 1620 | Calendario 1620 | Calendario 1620 | Calendario 1620 | Calendario 1620 | Calendario 1620 | Calendario 1620 | Calendario 1620 | Calendario 1620 | Calendario 1620 | Calendario 1620 | Calendario 1620 | Calendario 1620 | Calendario 1620 | Calendario 1620 | Calendario 1620 |
| --------------- | --------------- | --------------- | --------------- | --------------- | --------------- | --------------- | --------------- | --------------- | --------------- | --------------- | --------------- | --------------- | --------------- | --------------- | --------------- | --------------- | --------------- | --------------- | --------------- | --------------- | --------------- | --------------- | --------------- | --------------- | --------------- | --------------- | --------------- | --------------- | --------------- | --------------- | --------------- | --------------- |
|                 | 1               | 2               | 3               | 4               | 5               | 6               | 7               | 8               | 9               | 10              | 11              | 12              | 13              | 14              | 15              | 16              | 17              | 18              | 19              | 20              | 21              | 22              | 23              | 24              | 25              | 26              | 27              | 28              | 29              | 30              | 31              |                 |
| Gennaio         | Me              | Gi              | Ve              | Sa              | Do              | Lu              | Ma              | Me              | Gi              | Ve              | Sa              | Do              | Lu              | Ma              | Me              | Gi              | Ve              | Sa              | Do              | Lu              | Ma              | Me              | Gi              | Ve              | Sa              | Do              | Lu              | Ma              | Me              | Gi              | Ve              |                 |
| Febbraio        | Sa              | Do              | Lu              | Ma              | Me              | Gi              | Ve              | Sa              | Do              | Lu              | Ma              | Me              | Gi              | Ve              | Sa              | Do              | Lu              | Ma              | Me              | Gi              | Ve              | Sa              | Do              | Lu              | Ma              | Me              | Gi              | Ve              | Sa              |                 |                 |                 |
| Marzo           | Do              | Lu              | Ma              | Me              | Gi              | Ve              | Sa              | Do              | Lu              | Ma              | Me              | Gi              | Ve              | Sa              | Do              | Lu              | Ma              | Me              | Gi              | Ve              | Sa              | Do              | Lu              | Ma              | Me              | Gi              | Ve              | Sa              | Do              | Lu              | Ma              |                 |
| Aprile          | Me              | Gi              | Ve              | Sa              | Do              | Lu              | Ma              | Me              | Gi              | Ve              | Sa              | Do              | Lu              | Ma              | Me              | Gi              | Ve              | Sa              | Do              | Lu              | Ma              | Me              | Gi              | Ve              | Sa              | Do              | Lu              | Ma              | Me              | Gi              |                 |                 |
| Maggio          | Ve              | Sa              | Do              | Lu              | Ma              | Me              | Gi              | Ve              | Sa              | Do              | Lu              | Ma              | Me              | Gi              | Ve              | Sa              | Do              | Lu              | Ma              | Me              | Gi              | Ve              | Sa              | Do              | Lu              | Ma              | Me              | Gi              | Ve              | Sa              | Do              |                 |
| Giugno          | Lu              | Ma              | Me              | Gi              | Ve              | Sa              | Do              | Lu              | Ma              | Me              | Gi              | Ve              | Sa              | Do              | Lu              | Ma              | Me              | Gi              | Ve              | Sa              | Do              | Lu              | Ma              | Me              | Gi              | Ve              | Sa              | Do              | Lu              | Ma              |                 |                 |
| Luglio          | Me              | Gi              | Ve              | Sa              | Do              | Lu              | Ma              | Me              | Gi              | Ve              | Sa              | Do              | Lu              | Ma              | Me              | Gi              | Ve              | Sa              | Do              | Lu              | Ma              | Me              | Gi              | Ve              | Sa              | Do              | Lu              | Ma              | Me              | Gi              | Ve              |                 |
| Agosto          | Sa              | Do              | Lu              | Ma              | Me              | Gi              | Ve              | Sa              | Do              | Lu              | Ma              | Me              | Gi              | Ve              | Sa              | Do              | Lu              | Ma              | Me              | Gi              | Ve              | Sa              | Do              | Lu              | Ma              | Me              | Gi              | Ve              | Sa              | Do              | Lu              |                 |
| Settembre       | Ma              | Me              | Gi              | Ve              | Sa              | Do              | Lu              | Ma              | Me              | Gi              | Ve              | Sa              | Do              | Lu              | Ma              | Me              | Gi              | Ve              | Sa              | Do              | Lu              | Ma              | Me              | Gi              | Ve              | Sa              | Do              | Lu              | Ma              | Me              |                 |                 |
| Ottobre         | Gi              | Ve              | Sa              | Do              | Lu              | Ma              | Me              | Gi              | Ve              | Sa              | Do              | Lu              | Ma              | Me              | Gi              | Ve              | Sa              | Do              | Lu              | Ma              | Me              | Gi              | Ve              | Sa              | Do              | Lu              | Ma              | Me              | Gi              | Ve              | Sa              |                 |
| Novembre        | Do              | Lu              | Ma              | Me              | Gi              | Ve              | Sa              | Do              | Lu              | Ma              | Me              | Gi              | Ve              | Sa              | Do              | Lu              | Ma              | Me              | Gi              | Ve              | Sa              | Do              | Lu              | Ma              | Me              | Gi              | Ve              | Sa              | Do              | Lu              |                 |                 |
| Dicembre        | Ma              | Me              | Gi              | Ve              | Sa              | Do              | Lu              | Ma              | Me              | Gi              | Ve              | Sa              | Do              | Lu              | Ma              | Me              | Gi              | Ve              | Sa              | Do              | Lu              | Ma              | Me              | Gi              | Ve              | Sa              | Do              | Lu              | Ma              | Me              | Gi              |                 |